# 蒋一苇
蒋一苇（1920年—1993年），男，汉族，福建福州人，畢業於中央航空機械學校初級班、廣西大學數理系、中国经济学家、管理学家，曾任中国社会科学院工业经济研究所所长、研究员、博士生导师，第七届全国人大代表。